# محبوبه بیات
محبوبه بیات (زاده ۲ اسفند ۱۳۲۸، مشهد) بازیگر تئاتر، سینما و تلویزیون است.

## زندگی
در دانشکدهٔ هنرهای دراماتیک در رشته‌های بازیگری و کارگردانی تحصیل کرد. او پیش از انقلاب ۵۷، عضو تئاتر ادارهٔ فرهنگ و هنر شهر مشهد و سپس ادارهٔ تئاتر تهران بود. آغاز بازی او در سینما با فیلم گوزن‌ها ساختهٔ مسعود کیمیایی در سال ۱۳۵۳ بود.

### خروج از ایران
محبوبه بیات در مهر ۱۳۹۳ از ایران خارج و به فرانسه پناهنده شد. وی از مخالفان جمهوری اسلامی و حامیان پادشاهی پهلوی است و در گفتگویی از بازی در فیلمهای مسعود ده نمکی اظهار شرمندگی کرده‌است.

## گزیدهٔ کارنامهٔ هنری

### تئاتر
1. بنگاه شادمانی (علی نصیریان، ۱۳۴۲)
2. مرد نیک (امیر دژاکام، ۱۳۸۵)
3. امشب باید بمیرم (نصراله قادری، ۱۳۸۵)
4. خدا در آلتونا حرف می‌زند (مسعود دلخواه، ۱۳۸۹)
5. خانمچه و مهتابی (مسعود دلخواه، ۱۳۹۰)
6. کشتار خاموش (نصراله قادری، ۱۳۹۰)
7. بازیگر و زنش (محسن معینی، ۱۳۹۱)[۳]
8. آدم خوابش میگیره (محسن معینی، ۱۳۹۱)
9. گرفتار شدن باز اندر لانهٔ جغدان (محبوبه بیات، ۱۳۹۲)
10. سایر نمایش‌ها: کلوخ، بازرس، بنگاه تئاترال، پنج قطعهٔ نمایشی، سیاه، صیادان، اردشیر شاه، نابغه‌ای از دودمان آریارمنا، آی با کلاه آی بی‌کلاه، امیرارسلان، بی‌بته، ننه دلاور، روزنهٔ آبی، دیدار عاشقانه، تخت جمشید، مادرم گفته میاد دنبالم، و…[۴]

### سینما
| سال  | عنوان                     | کارگردان                |
| ---- | ------------------------- | ----------------------- |
| ۱۳۹۳ | تولدت مبارک               | سمیه زارعی نژاد         |
| ۱۳۹۳ | ب-۱۲                      | امید نیاز               |
| ۱۳۹۲ | هیس! دخترها فریاد نمی‌زنند | پوران درخشنده           |
| ۱۳۹۱ | رسوایی                    | مسعود ده نمکی           |
| ۱۳۸۷ | معبد جان                  | محمد درمنش              |
| ۱۳۸۶ | ماه وش                    | محمد درمنش              |
| ۱۳۸۵ | ملودی                     | جهانگیر جهانگیری        |
| ۱۳۸۴ | چند می‌گیری گریه کنی       | شاهد احمدلو             |
| ۱۳۸۴ | آتش‌بس                     | تهمینه میلانی           |
| ۱۳۸۴ | عروس کوهستان              | یوسف سیدمهدوی           |
| ۱۳۸۳ | از دور دست                | رامین محسنی             |
| ۱۳۸۰ | بی همتا                   | جهانگیر جهانگیری        |
| ۱۳۷۷ | معصوم                     | داود توحیدپرست          |
| ۱۳۷۷ | بازیچه                    | تورج منصوری             |
| ۱۳۷۱ | بندر مه آلود              | امیر قویدل              |
| ۱۳۷۱ | سوء ظن                    | کاظم معصومی             |
| ۱۳۷۱ | از بلور خون               | جمشید عندلیبی           |
| ۱۳۷۰ | قرق                       | احمد هاشمی              |
| ۱۳۷۰ | مسافران                   | بهرام بیضایی            |
| ۱۳۶۹ | جستجو در جزیره            | مهدی صباغ‌زاده           |
| ۱۳۶۸ | مادر                      | علی حاتمی               |
| ۱۳۶۸ | دو سرنوشت                 | مهران تأییدی            |
| ۱۳۶۷ | ماهی                      | کامبوزیا پرتوی          |
| ۱۳۶۶ | غریبه                     | رحمان رضایی             |
| ۱۳۶۶ | جمیل                      | احمد بخشی               |
| ۱۳۶۶ | بهار در پائیز             | مهدی فخیم‌زاده           |
| ۱۳۶۵ | بگذار زندگی کنم           | شاپور قریب              |
| ۱۳۶۵ | جدال                      | محمدعلی سجادی           |
| ۱۳۶۵ | سراب                      | سعید اسدی و حمید تمجیدی |
| ۱۳۶۴ | آتش در زمستان             | حسن هدایت               |
| ۱۳۶۴ | آوار                      | سیروس الوند             |
| ۱۳۶۴ | مردی که موش شد            | احمد بخشی               |
| ۱۳۶۴ | زائر خلف                  | یدالله نوعصری           |
| ۱۳۶۳ | زنگ اول                   | نظام فاطمی              |
| ۱۳۶۳ | همه فرزندان من            | زاون قوکاسیان           |
| ۱۳۶۲ | بازجویی یک جنایت          | محمدعلی سجادی           |
| ۱۳۶۰ | دست شیطان                 | حسین زندباف             |
| ۱۳۶۰ | آفتاب نشین‌ها              | مهدی صباغ‌زاده           |
| ۱۳۶۰ | سیم خاردار                | مهدی معدنیان            |
| ۱۳۵۹ | موج طوفان                 | منوچهر احمدی            |
| ۱۳۵۸ | فریاد مجاهد               | مهدی معدنیان            |
| ۱۳۵۶ | ماهی‌ها در خاک می‌میرند     | فرزان دلجو              |
| ۱۳۵۶ | در امتداد شب              | پرویز صیاد              |
| ۱۳۵۴ | پسر شرقی (فیلم کوتاه)     | مسعود کیمیایی           |
| ۱۳۵۳ | گوزن‌ها                    | مسعود کیمیایی           |
| ۱۳۵۲ | بهار پشت پنجره            | شهریار پارسی‌پور         |

### تلویزیون
| سال       | نام                                  | سمت          | کارگردان                 | توضیحات                                       |
| --------- | ------------------------------------ | ------------ | ------------------------ | --------------------------------------------- |
| ۱۳۹۲      | نوشدارو                              | بازیگر       | جواد اردکانی             | شبکه ۱                                        |
| ۱۳۹۲      | خواب بلند                            | بازیگر       | احمد کاوری               | شبکه ۳                                        |
| ۱۳۹۲–۱۳۹۱ | ستاره حیات                           | بازیگر       | جواد ارشاد               | شبکه ۲                                        |
| ۱۳۸۹      | تله فیلم فرجام                       | بازیگر       | امیرحسین ندایی           |                                               |
| ۱۳۸۸      | تله‌تئاتر «دروازه ساعات»              | بازیگر       | جواد هاشمی               |                                               |
| ۱۳۸۸      | دفترخانه شماره ۱۳                    | بازیگر مهمان | وحید حسینی               | شبکه ۱– بازیگر مهمان                          |
| ۱۳۸۷      | تله‌فیلم «آخرین گره خورشید»           | بازیگر       | همایون اسعدیان           | شبکه ۳                                        |
| ۱۳۸۶      | تله‌فیلم «سبز آبی»                    | بازیگر       | محمد خراط زاده           |                                               |
| ۱۳۸۶–۱۳۸۵ | راه بی‌پایان                          | بازیگر       | همایون اسعدیان           | شبکه ۳                                        |
| ۱۳۸۱      | سریال تفنگ سرپر                      | بازیگر       | امرالله احمدجو           | شبکه سه                                       |
| ۱۳۸۰      | تله فیلم پریماه                      | بازیگر       | مسعود آب پرور            | شبکه ۲                                        |
| ۱۳۸۰–۱۳۷۹ | جوان امروز                           | بازیگر       | یوسف سیدمهدوی            | شبکه ۳                                        |
| ۱۳۸۰–۱۳۷۹ | خورشید و ماه                         | بازیگر       | مهدی حسینی‌وند عالی‌پور    |                                               |
| ۱۳۷۹      | یاس‌های کوچک                          | بازیگر       | حمید بهمنی               | گروه کودک و نوجوان شبکه ۲                     |
| ۱۳۷۸      | این زمینی‌ها                          | بازیگر       | مسعود شاه‌محمدی           | شبکه تهران - بازیگر مهمان                     |
| ۱۳۷۸      | زمان شوریدگی                         | بازیگر       | محمدعلی نجفی             | شبکه ۱                                        |
| ۱۳۷۷      | بگذار آفتاب برآید                    | بازیگر       | حسین مختاری              | شبکه ۳–۲۶ قسمت - بازیگر مهمان                 |
| ۱۳۷۷      | هتل                                  | بازیگر       | مرضیه برومند             | شبکه تهران - بازی در اپیزود «بچه»             |
| ۱۳۷۷      | چشم‌به‌راه                             | بازیگر       | اصغر فرهادی              | شبکه تهران                                    |
| ۱۳۷۶      | دل‌های شاد                            | بازیگر       | حمید قدکچیان             | شبکه ۲                                        |
| ۱۳۷۵      | ماجراهای خانه شماره ۱۳               | بازیگر       | اسماعیل میهن‌دوست         | شبکه ۱                                        |
| ۱۳۷۳      | تله‌فیلم «شیشه شکسته»                 | بازیگر       | محمدجواد رجب‌زاده         | گروه کودک و نوجوان شبکه ۲                     |
| ۱۳۷۳      | تله‌تئاتر «دشمن مردم»                 | بازیگر       | رکن‌الدین خسروی           | نویسنده: «هنریک ایبسن»                        |
| ۱۳۷۲      | تله‌تئاتر «ملکه‌های فرانسه»            | بازیگر       | حسن فتحی                 | شبکه ۲                                        |
| ۱۳۷۱      | مزد ترس                              | بازیگر       | حمید تمجیدی              | شبکه ۲–۲۰ قسمت                                |
| ۱۳۷۰      | قابیل                                | بازیگر       | حمید تمجیدی              |                                               |
| ۱۳۶۹      | آذرستان                              | بازیگر       | امیرهوشنگ دانایی         | شبکه ۱ - پخش در سال ۱۳۷۰                      |
| ۱۳۶۹      | مهر و ماه                            | بازیگر       | حمید لبخنده              | شبکه ۲                                        |
| ۱۳۶۸      | عقیق                                 | بازیگر       | حمید تمجیدی              | شبکه ۲                                        |
| ۱۳۶۷      | این شرح بی‌نهایت                      | بازیگر       | اسماعیل خلج              | شبکه ۲                                        |
| ۱۳۶۵      | آژیر                                 | بازیگر       | امیرهوشنگ دانایی         | تهیه‌کننده: «شهربانی جمهوری اسلامی ایران»      |
| ۱۳۶۵      | تله‌فیلم «پل»                         | بازیگر       | کریم هاتفی‌نیا جعفر پناهی | شبکه ۱                                        |
| ۱۳۶۴      | تله‌فیلم «ابوریحان»                   | بازیگر       | علی طالبی                | شبکه ۱ / تهیه‌کنندهٔ تلویزیونی: «میترا خامنه‌ای» |
| ۱۳۶۳      | تله‌فیلم «دوستان»                     | بازیگر       | حسین طاهری‌دوست           | صداو سیمای مرکز اصفهان                        |
| ۱۳۶۲      | داستان ریاضی‌دانان                    | بازیگر       | محمدعلی طالبی            | گروه کودک و نوجوان                            |
| ۱۳۶۰      | تابستان سال آینده                    | بازیگر       | کیومرث پوراحمد           |                                               |
| ۱۳۵۷      | پنج قطعه نمایشی                      | بازیگر       | فروهر خورشاهی            | پخش در نوروز ۱۳۵۷                             |
| ۱۳۵۶      | عشق پیری                             | بازیگر       | جلال احساس               | تلویزیون ملی ایران - پخش در نوروز ۱۳۵۷        |
| ۱۳۵۶      | لحظه                                 | بازیگر       | محمد صالح علا            | تلویزیون ملی ایران                            |
| ۱۳۵۶      | خسرو میرزای دوم                      | بازیگر       | نصرت کریمی               | تلویزیون ملی ایران                            |
| ۱۳۵۶      | طلاق                                 | بازیگر       | مسعود اسداللهی           | تلویزیون ملی ایران                            |
| ۱۳۵۵      | سفرهای دور و دراز هامی و کامی در وطن | بازیگر       | نادر ابراهیمی            | تلویزیون ملی ایران_ سه فصل                    |